# Tura (Fluss)
Die Tura (russisch Тура́) ist ein 1030 km langer linker Nebenfluss des Tobol in Westsibirien.

## Verlauf
Die Tura entsteht in gut 400 m Höhe in der Nähe der Wasserscheide im Mittleren Ural, westlich der Stadt Kuschwa aus mehreren wenige Kilometer langen Quellbächen. Beide Hauptquellbäche werden Tura genannt, der südlichere auch Dolgaja. Der Fluss durchfließt zunächst in nordöstlichen Richtungen die Ostflanke des Ural, dann in östlicher bis südöstlicher Richtung den westlichen Teil des Westsibirischen Tieflandes. Dabei verläuft er zunächst auf dem Territorium der Oblast Swerdlowsk, später der Oblast Tjumen und durch dessen Verwaltungszentrum Tjumen, die mit Abstand größte Stadt am Fluss. Die historische Hauptstadt des Khanats Sibir, Tschingi-Tura, lag in der Nähe ebenfalls am Fluss. 
Im Unterlauf mäandriert die Tura stark. Schließlich mündet sie beim Dorf Karbany etwa 100 Kilometer östlich von Tjumen in den Tobol (bei 42 m Höhe). Die Tura ist in Mündungsnähe etwa 200 Meter breit, bis zu drei Meter tief und die Fließgeschwindigkeit beträgt 0,3 m/s. Der Tobol ist hier mit gut 100 Meter Breite der kleinere Fluss; er wird erst ab der Einmündung der Tura schiffbar.
Weitere Städte am Fluss sind Werchnjaja Tura, Nischnjaja Tura, Werchoturje und Turinsk. Die Namen aller dieser Städte sind von der Bezeichnung des Flusses abgeleitet.

## Hydrographie
Das Einzugsgebiet der Tura umfasst 80.400 km².
Die Tura gefriert zwischen Ende Oktober bis Anfang November und Ende April bis erster Maihälfte, worauf ein bis Juli anhaltendes Hochwasser folgt. Die mittlere monatliche Wasserführung beträgt bei Tjumen, 184 Flusskilometer oberhalb der Mündung, 177 m³/s (Maximum 3330 m³/s im Mai, Minimum 8,6 m³/s im März).
Die wichtigsten Nebenflüsse sind Salda, Tagil, Niza und Pyschma (alle von rechts).

## Infrastruktur und Wirtschaft
Die Tura ist auf 753 km schiffbar (ab der Anlegestelle Buschlanowo oberhalb Turinsk).
Bereits im 18. Jahrhundert entstanden am Oberlauf der Tura zur Nutzung in Bergbau und Metallurgie zwei kleine Stauseen („Teiche“). Sie liegen bei Werchnjaja Tura (Wasserspiegel in 209 m Höhe) und Nischnjaja Tura (179 m); um 1950 entstand eine weitere kleine Talsperre mit Wasserkraftwerk bei Werchoturje (110 m). Die Gesamtfläche der Stauseen beträgt 23 km².
Im Bereich der Turaquellen verläuft die Eisenbahnstrecke Perm–Kuschwa–Jekaterinburg, die ehemalige, 1878 eröffnete Ural-Bergwerksbahn. Von dieser zweigt bei Kuschwa die Strecke in Richtung Serow ab, die der Tura ungefähr bis Werchoturje folgt und sie dort überquert.
Bei der Siedlung Wostotschny kreuzt die Eisenbahnstrecke Serow–Alapajewsk den Fluss. Bis hier ist auch die Erschließung durch Straßen relativ gut, weiter östlich in der Oblast Swerdlowsk jedoch schlecht; hier gibt es auch nur wenige Ortschaften. In diesem Gebiet entstanden hauptsächlich in den 1940er bis 1960er Jahren viele forstwirtschaftliche Schmalspurbahnen mit Anbindung an Schiffsanlegestellen an der Tura. Einige davon sind auch heute in Betrieb, wie die über 150 Kilometer lange Strecke Alapajewsk–Kalatsch auch mit Personenverkehr. Diese überquert beim Dorf Sankino die hier etwa 100 Meter breite Tura. Die Brücke, eine kombinierte Stahl- und Holzkonstruktion, ist eine der längsten aller Schmalspurbahnen Russlands.
In Turinsk wird die Tura von der Eisenbahnstrecke Jekaterinburg–Meschduretschenski (Station Ustje-Acha) überquert, bei Tjumen schließlich von der dort von der Transsibirischen Eisenbahn abzweigenden Strecke nach Surgut und weiter nach Nischnewartowsk bzw. Nowy Urengoi. Ab Turinsk folgen auf weiten Strecken auch wieder Fern- oder Regionalstraßen in einiger Entfernung dem Flussverlauf, so ab Tjumen die R404 nach Tobolsk (weiter in Richtung der westsibirischen Erdöl- und Erdgasfördergebiete).